# Buddhabatika
Buddhabatika (Nepali बुद्धवाटिका) ist eine Stadt (Munizipalität) im mittleren Terai im Distrikt Kapilbastu (Nepal).
Die Stadt entstand 2014 durch Zusammenlegung der Village Development Committees Dubiya, Jayanagar und Mahendrakot.
Im Osten grenzt die Stadt an Banganga, im Süden an die Distrikthauptstadt Kapilavastu.
Die Fernstraße Mahendra Rajmarg verläuft durch Buddhabatika.
Das Stadtgebiet umfasst 169,3 km².

## Einwohner
Bei der Volkszählung 2011 hatten die VDCs, aus welchen die Stadt Buddhabatika entstand, 20.158 Einwohner (davon 9439 männlich) in 4177 Haushalten.